# فرودگاه کوردوبا
فرودگاه کوردوبا (به انگلیسی: Córdoba Airport) (به زبان بومی: Córdoba Airport ODB) یک فرودگاه همگانی با کد یاتا ODB است که یک باند فرود آسفالت دارد و طول باند آن ۲۴۱۰ متر است. این فرودگاه در شهر کوردوبا (اسپانیا) کشور اسپانیا قرار دارد و در ارتفاع ۹۰ متری از سطح دریا واقع شده‌است.